# Chiva
Chiva (uzbecky Xiva či Хива; rusky Хива, persky  خیوه) je město v Uzbekistánu.
Město vzniklo v 6. století. Chiva bývala hlavním městem říše Chórezm, ta byla obývána obyvateli mluvícími íránským jazykem „chórezmštinou“. V 10. století byla íránská vládnoucí třída nahrazena Turky a region se postupně proměnil v oblast s většinovým tureckým obyvatelstvem. Na počátku 17. století se Chiva stala hlavním městem Chivského chanátu, vládnoucí třída byly Tataři a Mongolové.
Město dobyl ruský generál Konstantin von Kaufman dne 28. května 1873, Ruské impérium tak získalo kontrolu nad celým chanátem. Po Říjnové revoluci se na území bývalého chanátu ustanovila Chórezmská lidová sovětská republika, ta se v roce 1924 připojila k Sovětskému svazu. Její hlavní město bylo nejprve přesunuto do Samarkandu a po roce 1930 do Taškentu.
Opevněné historické jádro města Ičan Kala (anglicky Itchan Kala, rusky Ичан-Кала, uzbecky Ichan Qa'la) obsahuje četné historické památky (nejstarší ze 14. století) a je to první uzbecké místo, které bylo připsáno na seznam světového dědictví UNESCO (1991).

Chiva